# Pristiapogon taeniopterus
Pristiapogon taeniopterus – gatunek ryby morskiej z rodziny apogonowatych (Apogonidae). Hodowana w akwariach morskich.

## Opis
Osiąga do 19,6 cm długości. Żywi się swobodnie pływającymi skorupiakami.

## Występowanie
Indo-Pacyfik. Zamieszkuje przybrzeżne rafy, zarówno koralowe, jak i skaliste; przebywa na głębokościach zazwyczaj 1–9 m, maksymalnie do 42 m.